# Catene (pel·lícula de 1949)
Catene és una pel·lícula de melodrama italiana del 1949 dirigida per Raffaello Matarazzo. Va tenir un èxit comercial impressionant, fou vist per 6 milions de persones, un de cada vuit italians de l'època,i va ser seguida per una sèrie de sis altres pel·lícules d'èxit dirigides per Matarazzo i amb la parella Amedeo Nazzari i Yvonne Sanson. Es va fer un remake el 1974.
Els decorats foren realitzats pel director artístic Ottavio Scotti. La pel·lícula apareix a Cinema Paradiso.

## Sinopsi
Un marit mata l'ex nuvi de la seva dona, que la feia xantatge. Fuig a Amèrica, però és retornat a Itàlia per ser processat. L'única manera de ser alliberat és si la seva dona confessa adulteri, de manera que l'assassinat es pot considerar un delicte de passió, però això l'allunya de la seva família. Protagonitzada per Amedeo Nazzari i l'actriu d'origen grec Yvonne Sanson. Malignat per la crítica perquè no s'ajustava als preceptes del neorealisme, això no va impedir el seu inesperat èxit de taquilla.

## Repartiment
- Amedeo Nazzari: Guglielmo
- Yvonne Sanson: Rosa
- Aldo Nicodemi: Emilio
- Teresa Franchini: Anna Aniello, mare de Guglielmo
- Aldo Silvani: fiscal
- Roberto Murolo: emigrant
- Gianfranco Magalotti: Tonino Aniello
- Rosalia Randazzo: Angela Aniello
- Nino Marchesini: Advocat defensor
- Lilly Marchi
- Amalia Pellegrini
- Giulio Tomasini

## Reconeixement
La pel·lícula fou seleccionada entre els 100 film italiani da salvare.